# David Christian (Historiker)
David Christian (* 8. Dezember 1946 in Brooklyn), eigentlich David Gilbert Christian, ist ein amerikanisch-australischer Historiker und Gründer und wichtigster Vertreter der Big History, die Geschichte und Naturgeschichte als zusammengehörig denkt.

## Vita
Christian, Sohn britischer und amerikanischer Eltern, wuchs in Nigeria und in England auf.
Seinen Bachelor absolvierte Christian an der University of Oxford, ein Studium der russischen Geschichte des 19. Jahrhunderts schloss er 1970 an der University of Western Ontario mit einem Master ab.
Für Forschungen zu eben diesem Thema wurde ihm 1974 von der University of Oxford der Titel eines Ph.D. zuerkannt.
Von 1975 bis 2000 lehrte und forschte er an der Macquarie University in Sydney, zunächst weiterhin zu russischer und europäischer Geschichte.
In den 1980er Jahren begann Christian, sich stärker für Weltgeschichte zu interessieren, und stellte die Geschichte in einen größeren Zusammenhang. 1989 begann er, Vorlesungen zur Big History zu geben, die die Geschichte vom Urknall bis zur Gegenwart fachübergreifend in den Blick rückt.
2001 wechselte Christian an die San Diego State University, Kalifornien.
Im Jahr 2009 kehrte Christian an die Macquarie University zurück.
Christian ist Mitglied der Australian Academy of the Humanities,
der Koninklijke Hollandsche Maatschappij der Wetenschappen
sowie der Royal Society of New South Wales.
Er war Gründungspräsident der International Big History Association.

## Big History
Christian prägte den Begriff Big History.
Die Big History unterscheidet sich nach Christian von konventionellen Ansätzen in mehrerer Hinsicht.
Da ist zum einen der fachübergreifende Aspekt: die Forschung zur Big History
bezieht Kosmologie, Geologie, Archäologie und Evolutionsbiologie ebenso wie die gewöhnliche Geschichte des Menschen in die Betrachtung ein.
Der Wechsel der Betrachtungsskala andererseits führt nach Christian zu einem grundsätzlichen Perspektivwechsel:
ähnlich wie ein Fotograf mit einem Zoomobjektiv kann der Geschichtswissenschaftler der Big History
die Zeitskala wechseln: von der humanen über die geologische zur kosmologischen. Dies führe nach Christian zu neuen Erkenntnissen in bekannten historischen Fragen wie beispielsweise dem Anlage/Umwelt-Problem,
der Umweltgeschichte oder der Natur von geschichtlicher Entwicklung selbst.
Christian sagte 2010 voraus, dass die Geschichtswissenschaften sich in Zukunft weniger auf Dokumente beziehen würden denn auf empirischer Forschung basieren würden.

“Over the next fifty years we will see a return of the ancient tradition of ‘universal history’; but this will be a new form of universal history that is global in its practice and scientific in its spirit and methods.”

Über den beliebten Online-Kurs Big History bei der Teaching Company wurde Bill Gates auf Christian aufmerksam. 2011 starteten Christian und Gates die Bildungsinitiative Big History Project,
die auf Studenten an High Schools in den Vereinigten Staaten und Australien zielt;
sie basiert auf einer kostenlosen Version eines Online-Studienkurses über Big History,
finanziert durch die Bill & Melinda Gates Foundation.
Zum Auftakt präsentierte Gates Christian auf der TED 2011-Konferenz in Long Beach, Kalifornien.

## Preise und Ehrungen
- 2005: World History Association Book Prize (für Maps of Time)
- 2014: Distinguished Professor, Macquarie University

## Schriften
- Big History: Die Geschichte der Welt – vom Urknall bis zur Zukunft der Menschheit. Carl Hanser Verlag, München, 2018 [gebunden, 384 S., Übersetzung von Origin Story: A Big History of Everything, Little, Brown and Company, 2018]
- Big History: Between Nothing and Everything. McGraw-Hill Education, 2014 (zusammen mit Cynthia Stokes Brown und Craig Benjamin)
- This Fleeting World: A Short History of Humanity. Berkshire Publishing, 2007
- Maps of Time: An Introduction to “Big History”. University of California Press, 2005
- Realms of the Silk Roads: Ancient and Modern, Silk Road Studies, IV. Brepols, 2000 (mit C. Benjamin)
- Worlds of the Silk Roads: Ancient and Modern, Silk Road Studies, II. Brepols, 1998 (mit C. Benjamin)
- A History of Russia, Central Asia and Mongolia, Volume 1: Inner Eurasia from Prehistory to the Mongol Empire.  Blackwell, 1998
- “Living Water”: Vodka and Russian Society on the Eve of Emancipation. Clarendon Press, 1990
- Power and Privilege: Russia and the Soviet Union in the Nineteenth and Twentieth Centuries. Pitman / Longmans, 1986
- Bread and Salt: A Social and Economic History of Food and Drink in Russia. Cambridge University Press, 1984 (zusammen mit REF Smith)